# Пукеній-Міч
Пукеній-Міч (рум. Puchenii Mici) — село у повіті Прахова в Румунії. Входить до складу комуни Пукеній-Марі.
Село розташоване на відстані 43 км на північ від Бухареста, 12 км на південь від Плоєшті, 98 км на південь від Брашова.

## Населення
За даними перепису населення 2002 року у селі проживали 553 особи, усі — румуни. Усі жителі села рідною мовою назвали румунську.